# Vinji Vrh, Brežice
Vinji Vrh je naselje v Občini Brežice.